# Palo Santo (Argentine)
Pour les articles homonymes, voir Palo santo.
Palo Santo est une localité argentine située dans le département de Pirané, province de Formosa.

## Religion
| Diocèse  | Formosa                        |
| -------- | ------------------------------ |
| Paroisse | Inmaculada Concepción de María |